# Epironastes abruptus
Epironastes abruptus är en skalbaggsart som beskrevs av Phillip B. Carne 1957. Epironastes abruptus ingår i släktet Epironastes och familjen Dynastidae. Inga underarter finns listade i Catalogue of Life.